# Antibothrus
Antibothrus – rodzaj chrząszcza z rodziny wydolakowatych.
Chrząszcze te mają 11-członowe czułki i wierzch ciała bez łusek. Przedplecze zwykle jest w obrysie sześciokątne, a u jego nasady znajdują się niewielkie wgłębienia. Na powierzchni przedplecza brak podłużnych żeberek. Biodra odnóży przedniej i środkowej pary nie są tak szeroko rozdzielone wyrostkiem przedpiersia jak u rodzaju Dastrarcus.
Należą tu gatunki:
- Antibothrus elegans Pope, 1955
- Antibothrus fatalis Nikitsky, 1985
- Antibothrus hirsutus Aoki, 2009
- Antibothrus ichihashii Narukawa, 2002
- Antibothrus morimotoi Sasaji, 1997
- Antibothrus perrieri (Fairmaire, 1899)
- Antibothrus remilleti Dajoz, 1980